# Châteauneuf-sur-Sarthe

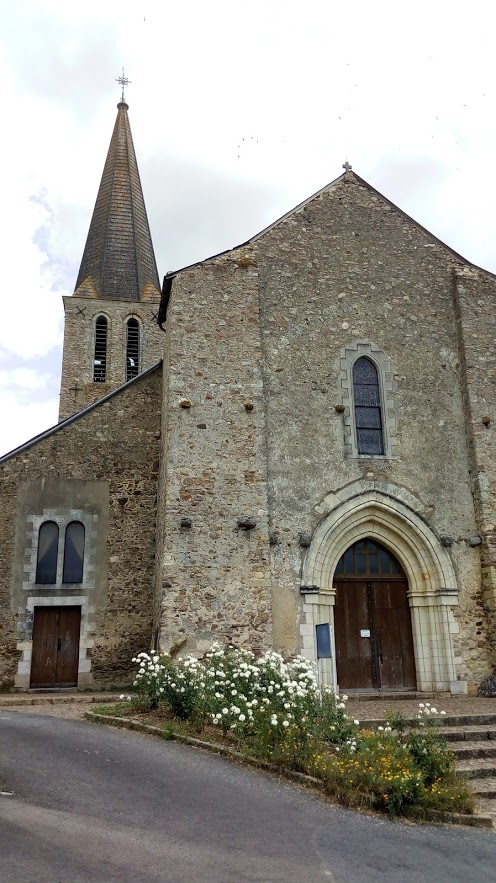
Kostel Panny Marie

Châteauneuf-sur-Sarthe je bývalá obec v departementu Maine-et-Loire v západní Francii. Dne 1. ledna 2019 se spojila do obce Les Hauts-d'Anjou.

## Geografie
Nachází se přibližně 280 kilometrů jihozápadně od Paříže. Na východ od města teče řeka Sarthe. Obec leží poblíž místa, kde se Sarthe a řeka Mayenne spojují a vytvářejí řeku Maine. 
Châteauneuf-sur-Sarthe se nachází severně od údolí Loiry, oblasti známé svými historickými městy, vinařstvím a kulturní krajinou. Zdejší oblasti jsou intenzivně obhospodařovány pro orné i pastevecké účely.
Sousedními obcemi jsou Contigné na severu a severozápadě, Brissarthe ne severu a severovýchodě, Étriché na východě a jihovýchodě, Juvardeil na jihu a jihozápadě a Cherré na západě a severozápadě.
Obec má rozlohu 14,39 km². Nejvyšší bod je položen v nadmořské výšce 72 m n. m. a nejnižší místo leží v nadmořské výšce 16 metrů.

## Vývoj počtu obyvatel
| 1962                   | 1968  | 1975  | 1982  | 1990  | 1999  | 2006  | 2012  | 2017  |
| ---------------------- | ----- | ----- | ----- | ----- | ----- | ----- | ----- | ----- |
| 1 338                  | 1 665 | 2 061 | 2 555 | 2 370 | 2 409 | 2 656 | 3 136 | 3 207 |
| zdroj: Cassini a INSEE |       |       |       |       |       |       |       |       |

## Doprava
Châteauneuf-sur-Sarthe má autobusovou zastávku, ale ne vlakové nádraží. Nejbližší nádraží SNCF v Etriché je 5 km daleko. Po silnici je město 19 km od výjezdu 11 na A11 s dobrým spojením do Angers a Le Mans. Nejbližší letiště jsou v Angers, Le Mans, Nantes a Rennes; s posledními dvěma letišti vzdálenými přibližně 113 km.